# 小説投稿サイト
小説投稿サイト（しょうせつとうこうサイト）とは、インディーズやアマチュア（専業ではなく別に職業を持ち、作品発表で生計を立てているわけでもない）のオンライン作家が、自由に小説を公開できるウェブサイトである。
大きく分けて感想や批評を交換することを目的としたサイトと、作品を公開することを目的とするサイトがある。前者では、公開された小説（オンライン小説）に対する読者や他の作家からの感想や評価、評点によって実力を知り、執筆力や技術力を向上させることを狙う。サイトによってはエブリスタのように、小説以外の作品（漫画・写真・レシピなど）を総合的に扱っていたところや、魔法のiらんどのようにホームページ作成サービスから発展したサイトなどもある。
個人運営のサイトでは同人誌的コミュニティ形成を目的とし、出版社運営のサイトでは新人発掘など商用を目的にする。また新たにインターネット情報サービス会社による運営サイトも出現している。

## 主な小説投稿サイト

### 日本
- 小説家になろう - ヒナプロジェクトの小説投稿サイト
- アルファポリス - アルファポリスの小説投稿サイト
- カクヨム、魔法のiらんど - KADOKAWAの小説投稿サイト。後に「魔法のiらんど」は「カクヨム」と統合
- エブリスタ-エブリスタの小説投稿サイト
- 野いちご、Berry's Cafe - スターツ出版の小説投稿サイト。「野いちご」は未成年向け、「Berry's Cafe」は成年向け
- ノベルアップ+ - ホビージャパンの小説投稿サイト
- ハーメルン-SS・小説投稿サイト- - 個人運営の小説投稿サイト
- タップノベル - タイプビーグループの小説投稿サイト
- 星空文庫
- ステキブンゲイ - ステキコンテンツの小説投稿サイト
- monogatary.com - ソニー・ミュージックエンタテインメントの小説投稿サイト
- Novelism - viviONの小説投稿サイト
- げんごや - 新潮社の関連会社であるピコハウスの小説投稿サイト
- pixiv - イラストコミュニケーションサービスの小説投稿機能
- 小説投稿サイトSolispia(ソリスピア) - CreativeMap株式会社の小説投稿サイト

### 中国語圏
- 起点中文网（中国語版）
- Penana（中国語版） - 香港
- 晋江文学城 - 女性向け
- 榕樹下（中国語版）

### 韓国
- ノベルピア
- Munpia（ムンピア）
- Joara（ジョアラ）

### 英語圏
- Wattpad（英語版）

### 世界
- Archive of Our Own - 二次創作作品投稿サイト。2019年のヒューゴー賞関連書籍部門を団体として受賞[1]。